# Gora Bol'shakova
Gora Bol'shakova är ett berg i Antarktis. Det ligger i Östantarktis. Argentina och Storbritannien gör anspråk på området. Toppen på Gora Bol'shakova är 1 011 meter över havet.
Terrängen runt Gora Bol'shakova är kuperad österut, men västerut är den platt. Trakten är obefolkad. Det finns inga samhällen i närheten.